# Lord Bank
Die Lord Bank (englisch) ist eine submarine Bank vor der Westküste der Antarktischen Halbinsel. Sie liegt südlich der Adelaide-Insel und westsüdwestlich der Einfahrt zum Quest Channel in einer Tiefe von 18 m.
Die Bank wurde im Januar 1980 von der Besatzung der Endurance vermessen. Das UK Antarctic Place-Names Committee benannte sie 1982 nach James Trevor Lord (* 1933), Kommandant der Endurance von 1978 bis 1980.